# 6655 Nagahama
A 6655 Nagahama (ideiglenes jelöléssel 1992 EL1) a Naprendszer kisbolygóövében található aszteroida. Atsushi Sugie fedezte fel 1992. március 8-án.